# 市政局 (香港)
市政局（英語：Urban Council，縮寫：UrbCo）是香港在1883年至1999年間運作的市政機構，自1936年起成員開始以民選方式產生。該局自1985年主管市區（香港島和九龍）的食物衞生、文娛康樂兩大政策，該等政策的決策權在民選議員組成的市政局，執行權在非選舉產的政府部門市政總署。1999年香港行政長官董建華欲收回該等決策權，新成立政府部門食物環境衛生署和康樂及文化事務署，市政局於同年12月31日被廢除，史料常稱「殺局」。廢除後，香港區議會僅繼承部分職權，但無權決策。
市政局前身是潔淨局，於1883年4月18日年成立。1896年港督威廉·羅便臣舉行潔淨局組成辦法公投，1936年香港市政局選舉選出首位民選議員，是香港最早有民選議席的議會，並成為香港三級議會的一部份（第一級為全港性的立法會、第二級為區域性的市政局／區域市政局、第三級為地區性的區議會）。市政局在1960年至1985年間也為新界提供服務，直至區域市政局及區域市政總署成立，市政總署署長同時擔當市政局行政總裁。
市政局總部原址為香港大會堂左方的展城館，口號為「理想都市携手創」，雖然市政局的標誌在2000年後紛紛被特區政府移除，然而因為香港市花是由市政局於1964年提議設立及甄選，並於1965年由當時的香港政府宣布採納市政局的提議將洋紫荊定為香港市花，洋紫荊此後不但成為市政局的標誌，後來更使用於香港硬幣及旗幟上，故此市政局的成果至今仍然隨處可見。

## 歷史

### 成立

市政局的標誌是香港市花洋紫荊圖案，由1973年開始使用至解散為止

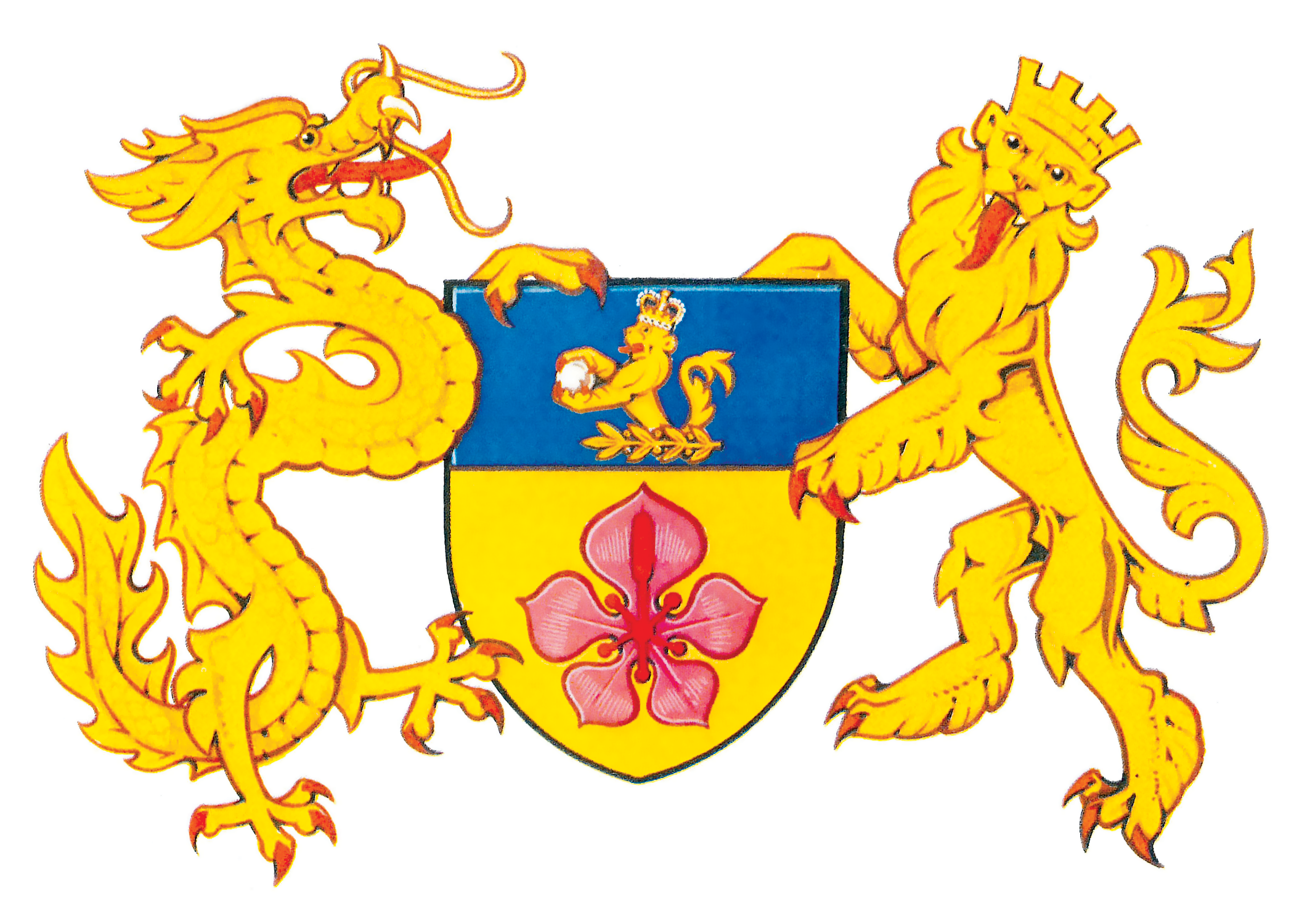
英國紋章院於1979年頒給香港市政局的紋章，盾牌分為上、下兩部，上部繪有一隻手持一顆珍珠的獅子，寓意香港是遠東閃耀全球的一顆「東方之珠」；下部畫有唯一和珍貴的香港市花洋紫荊，以展現全世界和平友好，象徵著香港猶如洋紫荊一樣美。盾牌由一條龍以及一隻獅子共同手執，該獅子頭上的城垛則紀念1941年香港對抗日本侵略的香港攻防戰，表示香港人永遠不會忘記這段歷史。香港市政局的紋章代表了香港人的勇氣，力量，智慧和對和平的嚮往。

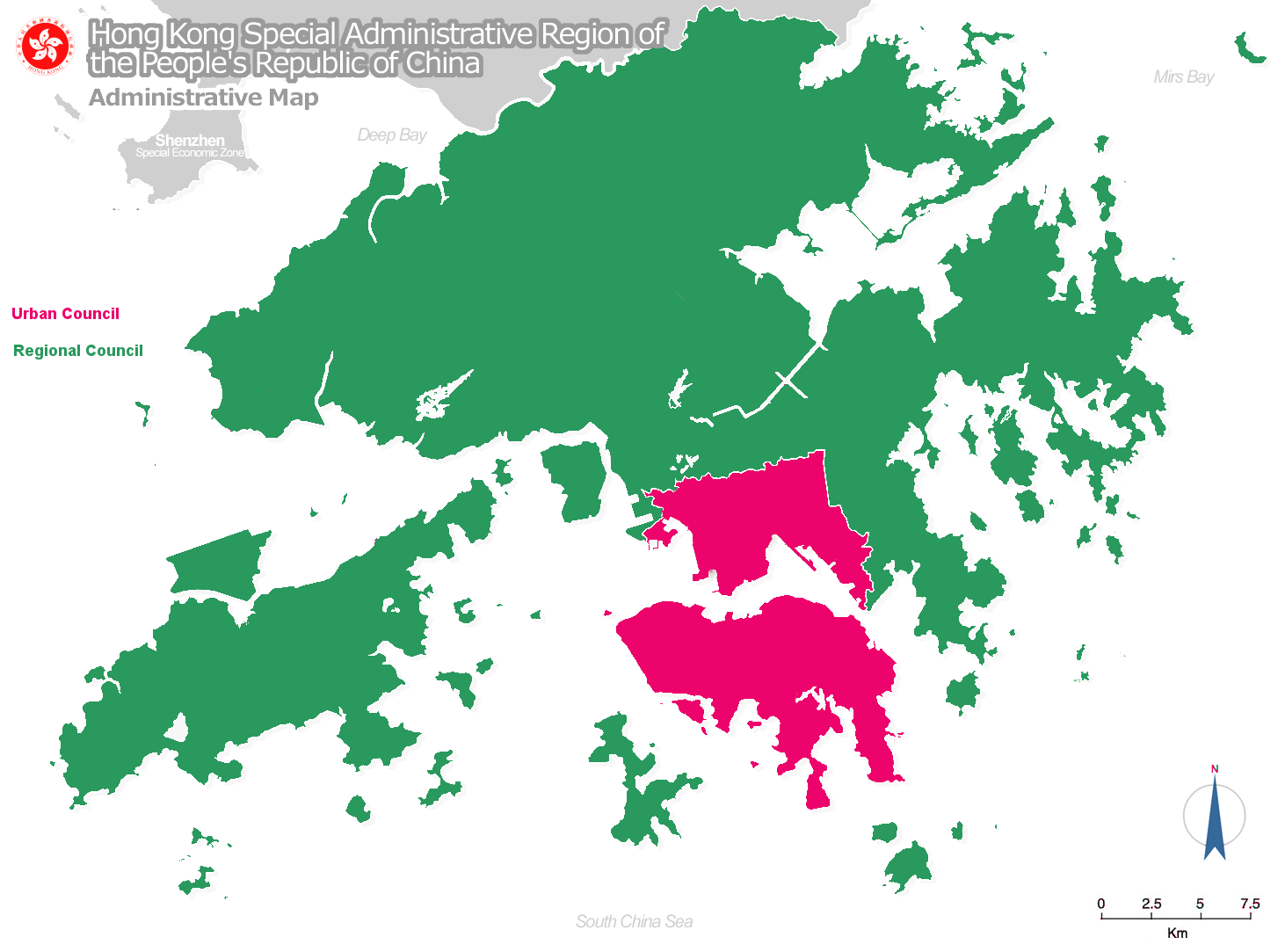
市政局管理地方以粉紅色標示

英國政府特派專員查維克（Osbert Chadwick）全面檢討香港居住的衛生環境及供水設施，直接導致市政局的前身潔淨局（Sanitary Board）於1883年成立，負責清洗街道等衛生工作。1935年根據立法局通過《1935年市政局條例》，於1936年，潔淨局改為市政局。負責的工作範疇亦不斷增加，並接納從不同界別選舉的代表進入市政局。市政局每月舉行公開會議，處理服務相關法律修訂和財政事務等。市政局是香港首個有民選議員參與決策的公共機構，戰前原有兩個民選議席，二次大戰剛結束時民選議席廢除，到1952年才恢復兩名民選議席，戰後首屆市政局選舉於5月30日舉行，最後由貝納祺及雷瑞德當選，任期一年。民選議席逐步增加，1953年名額4位，得票較高者任期改為兩年，1956年再增到8位，同時任期全面改為4年，1965年進一步增加到10位。由於每次選舉均只選出一半議席的議員，故此改選每兩年舉行一次，選民每票最多得圈選兩名候選人。然而選民登記資格複雜，全體選民只有幾萬人，與當時不斷增加的人口，形成強大對比。

### 演變
政府的地方行政政府工作小組在1966年11月發表報告書，建議成立數個地方市議會或區議會，具有廣泛的行政與諮詢職能。議會內民選議員與委任議員的比例會是三比一或三比二，每個議會共有議員30至40人。而市政局地方政制委員會在1969年3月發表的《地方政制改革報告書》，建議分階段擴大市政局的職權範圍、修訂選民資格和增加民選議員數目。但是市政局的建議，在當時並未有全部落實，至1973年市政局改組前，民選議席維持10個。
1973年4月1日市政局改組，正式確立了該局自1935年起逐步承擔的公眾衞生和文康服務的功能。改組的依據和方式，見1971年10月發表的一份白皮書。市政局議員的人數定為24人，其中12人在一個有限度選舉權的制度下以全港為單一個選區經投票選出，另外12人為委任議員，並沒有官守議員。議員又推行一套會見市民計劃。市政局享有財政自主權，其收入主要來自差餉，其次是來自牌照費、租金和各類收費；市政事務署仍舊是市政局的執行部門，但保留作為政府部門的角色。市政局主席原由市政事務署（市政總署前身）署長兼任，1973年市政局成為法定機構，並在同年推出洋紫荊局徽，主席改由議員互選產生。
1983年起，市政局的選舉中合資格的選民，包括凡21歲或以上同時居港至少滿7年的人。候選人必須居港滿10年。選區按人口和地理因素來劃分。選舉以「票數領先者取勝」。市政局的選民則局限於居住在市政局轄區內的人，即市區主要範圍的居民才合資格，但議員人數亦同時增加至30，包括15名民選及15名委任議員。1985年9月，立法局56名議員中，12名是由市政局、區域市政局及區議會全體成員組成的選舉團選出，選舉團成員須已登記為選民，並已在香港居住最少10年。1991年，市政局則轉為功能界別，選出一名成員進入立法局。1992年最後一任港督彭定康上任後開始取消所有議會之委任議席，以及將投票年齡由21歲降低至18歲；1995年之市政局選舉，除區議會代表外，所有地方選區議員均以「單議席單票制」和「票數領先者取勝」的選舉辦法選出。市政局共有41名議員，其中32名是由地方選區選出。

### 解散

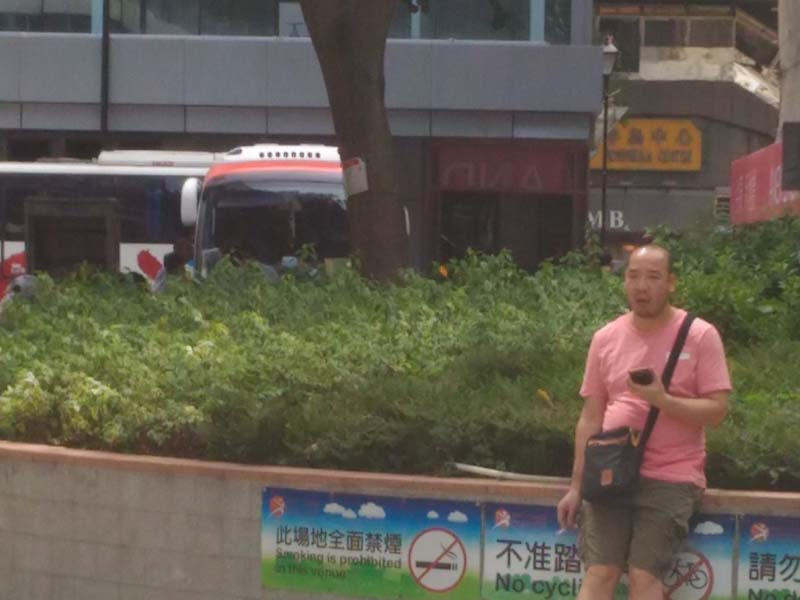
由康樂及文化事務署取代市政局後的「此場地全面禁煙」宣傳海報，讓市民容易識辨禁止吸煙區範圍

1999年12月2日，香港特區政府廢除兩個民選香港市政局、區域市政局，當時香港市政局和區域市政局有自主財政實權及土地使用權，時任香港行政長官董建華以推行「市政服務改革」為理由，宣布解散市政局，並與負責新界地區市政服務的同類機構區域市政局同步解散，兩局原負責的食物環境衛生及康樂文化決策分別由新成立的環境食物局及原有的民政事務局接管；兩個執行服務部門經統合後由康樂及文化事務署和食物環境衞生署取代，由特區政府委任的民政事務專員任各區民政事務處的主管，及香港特區政府的代表；直接監督地方行政計劃在區內的運作；負責落實及統籌地區計劃的實施。
由於市政局議員大部分是民選產生，而新成立的局署並未有任何民間代表參與及監察，董建華將兩個市政局強行解散的決定，被泛民主派視為香港民主的大倒退，當中三位民建聯立法會議員臨陣忽然轉軚構成殺局之局面。
解散兩個市政局的原因很多，包括市政局權力過大，是一個擁有獨立財政、土地使用權和政府部門市政總署執行其決策的獨立王國。長期以來，其他政府部門、主要官員都對兩個市局產生不滿；當時民主黨在市政局擁有較多議席，威脅香港政府的管治。大部份民主黨的第二梯隊（少壯派）都是兩個市政局的成員。特區政府為了打擊民主黨，故取締兩個市政局。不少民主黨派第二梯隊青黃不接，如民主黨十多名市政局議員被認為是黨內第二梯隊。於廢除市政局後因議席問題，民主黨曾出現黨內分裂危機，民建聯的第二梯隊成員也發展受阻。解散兩個市政局，扼殺政黨發展，妨礙政黨的培育土壤，而政府並無按照當年承諾把市政局權力轉予區議會。
2015年11月，民建聯立法會議員、曾任市政局議員的鍾樹根在區議會選舉敗選后接受傳媒訪問時，承認「殺局」是當年董建華打擊民主黨的手段，並透露當年建制派最后支持的原因：「當時形勢上我們一定要支持殺局，因為連民主黨也一併殺了，他們在局內人多，我們想他們死，所以要殺局，連自己都賠上了，自己前途都堵塞了。」

### 市政局時間囊
前市政局為紀念香港主權移交中國，1997年6月在香港大會堂紀念花園埋放時間囊。
適逢香港大會堂落成50周年，2012年3月28日下午3時，由前市政局主席梁定邦主持了前市政局時間囊開啟儀式，出席嘉賓除了約三十名前市政局議員或其代表，還包括康樂及文化事務署署長馮程淑儀及食物環境衞生署署長梁卓文。時間囊收藏了由當年議員提供的個人物品，還有前市政局年報、五年計劃和其他發展項目與大型計劃的圖則和繪圖等。
另外，政府在1999年年底取消市政局和區域市政局，當年在「殺局」前幾天舉行一項文物時間囊安放儀式。時間囊埋藏在荔枝角公園，到2020年12月29日由康文署人員打開。

## 歷屆議會構成

### 議員選舉方法
| 年份                                                                                                  | 官守議員 | 委任議員 | 民選議員 | 區議會代表 | 議員總數 |
| --- | -------- | -------- | -------- | ---------- | -------- |
| 1946                                                                                                  | 5        | 6        | 不設     | 不設       | 11       |
| 1952                                                                                                  | 5        | 6        | 2        | 不設       | 13       |
| 1953                                                                                                  | 5        | 6        | 4        | 不設       | 15       |
| 1954                                                                                                  | 6        | 6        | 4        | 不設       | 16       |
| 1956                                                                                                  | 6        | 8        | 8        | 不設       | 22       |
| 1965                                                                                                  | 6        | 10       | 10       | 不設       | 26       |
| 1973                                                                                                  | 不設     | 12       | 12       | 不設       | 24       |
| 1983 （因應地方行政計劃及代議政制發展，民選議員改為分區選舉，開放選民資格至年滿21歲的香港永久性居民） | 不設     | 15       | 15       | 不設       | 30       |
| 1989                                                                                                  | 不設     | 15       | 15       | 10         | 40       |
| 1994                                                                                                  | 不設     | 15       | 15       | 9          | 39       |
| 1995                                                                                                  | 不設     | 不設     | 32       | 9          | 41       |
| 1997                                                                                                  | 不設     | 9        | 32       | 9          | 50       |

### 歷屆正副主席
| 主席                             | 主席                             | 主席                             | 主席                             | 副主席                           | 副主席                           | 副主席                           | 副主席                           |
| 姓名                             | 就任日期                         | 離任日期                         | 所屬政黨                         | 姓名                             | 就任日期                         | 離任日期                         | 所屬政黨                         |
| -------------------------------- | -------------------------------- | -------------------------------- | -------------------------------- | -------------------------------- | -------------------------------- | -------------------------------- | -------------------------------- |
| 1973年前由時任市政事務署署長擔任 | 1973年前由時任市政事務署署長擔任 | 1973年前由時任市政事務署署長擔任 | 1973年前由時任市政事務署署長擔任 | 1973年前由時任副醫務衛生總監擔任 | 1973年前由時任副醫務衛生總監擔任 | 1973年前由時任副醫務衛生總監擔任 | 1973年前由時任副醫務衛生總監擔任 |
| 沙利士                           | 1973年4月1日                     | 1981年3月31日                    | 無黨籍                           | 張有興                           | 1973年4月1日                     | 1975年3月31日                    | 公民協會                         |
| 沙利士                           | 1973年4月1日                     | 1981年3月31日                    | 無黨籍                           | 胡鴻烈                           | 1975年4月1日                     | 1979年3月31日                    | 革新會                           |
| 沙利士                           | 1973年4月1日                     | 1981年3月31日                    | 無黨籍                           | 張有興                           | 1979年4月1日                     | 1981年3月31日                    | 公民協會                         |
| 張有興                           | 1981年4月1日                     | 1986年3月31日                    | 公民協會                         | 霍士傑                           | 1981年4月1日                     | 1986年3月31日                    | 無黨籍                           |
| 霍士傑                           | 1986年4月1日                     | 1991年3月31日                    | 無黨籍                           | 杜葉錫恩                         | 1986年4月1日                     | 1989年3月31日                    | 無黨籍                           |
| 霍士傑                           | 1986年4月1日                     | 1991年3月31日                    | 無黨籍                           | 劉文龍                           | 1989年4月1日                     | 1991年5月31日                    | 無黨籍                           |
| 梁定邦                           | 1991年6月3日                     | 1999年12月31日                   | 無黨籍                           | 盧景文                           | 1991年6月3日                     | 1995年3月31日                    | 無黨籍                           |
| 梁定邦                           | 1991年6月3日                     | 1999年12月31日                   | 無黨籍                           | 葉國忠                           | 1995年4月1日                     | 1999年12月31日                   | 民建聯                           |

### 歷屆議員名單

#### 1946年至1983年
| 出任原由 | 議員                           | 就任日期                     | 離任日期                     | 政治聯繫                                  | 備註                                                 |
| -------- | ------------------------------ | ---------------------------- | ---------------------------- | ----------------------------------------- | ---------------------------------------------------- |
| 當然     | 市政事務署署長（市政局主席）   | 市政事務署署長（市政局主席） | 市政事務署署長（市政局主席） | 市政事務署署長（市政局主席）              | 1973年取消當然議席。                                 |
| 當然     | 副醫務衛生總監（市政局副主席） |                              |                              |                                           | 1973年取消當然議席。                                 |
| 當然     | 華民政務司                     |                              |                              |                                           | 1973年取消當然議席。                                 |
| 當然     | 工務司                         |                              |                              |                                           | 1973年取消當然議席。                                 |
| 當然     | 警務處處長                     |                              |                              |                                           | 1973年取消當然議席。                                 |
| 當然     | 徙置事務處處長（1956年新設）   |                              |                              |                                           | 1973年取消當然議席。                                 |
| 委任     | 彌聚賢                         | 1946年5月25日                | 1947年5月10日                |                                           |                                                      |
| 委任     | 羅文惠                         | 1946年5月25日                | 1951年2月13日                |                                           |                                                      |
| 委任     | 顏成坤                         | 1946年5月25日                | 1953年3月28日                |                                           | 辭職。                                               |
| 委任     | 黃炳耀                         | 1946年5月25日                | 1950年5月24日                |                                           |                                                      |
| 委任     | Abbas el Arculli               | 1946年5月25日                | 1950年5月24日                |                                           |                                                      |
| 委任     | R. Y. Frost                    | 1946年5月25日                | 1948年5月25日                |                                           |                                                      |
| 委任     | 羅理基                         | 1947年5月25日                | 1951年5月24日                |                                           |                                                      |
| 委任     | Charles Edward Michael Terry   | 1948年5月25日                | 1951年5月24日                |                                           |                                                      |
| 委任     | 郭贊                           | 1950年5月25日                | 1957年3月31日                |                                           |                                                      |
| 委任     | 鄧律敦治                       | 1950年5月25日                | 1957年3月31日                |                                           |                                                      |
| 委任     | 告山奴                         | 1951年5月25日                | 1958年3月31日                |                                           |                                                      |
| 委任     | 馮秉芬                         | 1951年5月25日                | 1960年3月31日                |                                           |                                                      |
| 委任     | 芬尼                           | 1951年5月25日                | 1952年5月31日                |                                           |                                                      |
| 委任     | 祈德尊                         | 1952年5月31日                | 1957年4月25日                |                                           | 1957年4月返英休假，席位由屈臣暫代。                  |
| 委任     | 祈德尊                         | 1957年10月30日               | 1959年6月30日                |                                           | 辭職。                                               |
| 民選     | 貝納祺                         | 1952年5月31日                | 1957年3月31日                | 香港革新會                                | 辭職。                                               |
| 民選     | 貝納祺                         | 1957年6月12日                | 1981年3月31日                | 香港革新會                                | 重新當選。                                           |
| 民選     | 雷瑞德                         | 1952年5月31日                | 1953年5月19日                | 九龍居民協會                              |                                                      |
| 民選     | 胡百全                         | 1953年5月20日                | 1957年3月31日                | 香港革新會                                |                                                      |
| 民選     | 區達年                         | 1953年5月20日                | 1959年3月31日                | 香港革新會                                |                                                      |
| 民選     | 李有璇                         | 1953年5月20日                | 1967年6月30日                | 香港革新會                                |                                                      |
| 委任     | 利銘澤                         | 1953年5月22日                | 1960年3月31日                |                                           |                                                      |
| 民選     | 陳樹桓                         | 1956年4月1日                 | 1964年5月1日                 | 香港革新會                                | 辭職。                                               |
| 民選     | 鍾愛理遜                       | 1956年4月1日                 | 1963年3月31日                | 香港革新會                                |                                                      |
| 民選     | 鍾愛理遜                       | 1965年4月1日                 | 1969年3月31日                | 香港革新會                                |                                                      |
| 民選     | 李耀波                         | 1956年4月1日                 | 1969年3月31日                | 香港公民協會                              |                                                      |
| 民選     | 胡百富                         | 1956年4月1日                 | 1969年3月31日                | 香港公民協會                              |                                                      |
| 委任     | 余達之                         | 1956年4月1日                 | 1960年3月31日                |                                           |                                                      |
| 委任     | 關祖堯                         | 1956年4月1日                 | 1961年3月31日                |                                           | 辭職。                                               |
| 民選     | 張有興                         | 1957年4月1日                 | 1983年3月31日                | 香港公民協會                              | 1983年過渡至改制後首屆市政局。                       |
| 委任     | 簡悅強                         | 1957年4月1日                 | 1962年3月31日                |                                           |                                                      |
| 委任     | 沙利士                         | 1957年4月1日                 | 1981年3月31日                |                                           |                                                      |
| 委任     | 屈臣                           | 1957年4月25日                | 1957年10月30日               |                                           | 暫代祈德尊席位。                                     |
| 委任     | 屈臣                           | 1958年4月1日                 | 1965年3月31日                |                                           | 辭職。                                               |
| 民選     | 王澤流                         | 1959年4月1日                 | 1963年3月31日                | 香港公民協會                              |                                                      |
| 委任     | 馬登                           | 1959年7月3日                 | 1967年3月31日                |                                           | 辭職。                                               |
| 委任     | 李福樹                         | 1960年4月1日                 | 1964年3月31日                |                                           |                                                      |
| 委任     | 馮漢柱                         | 1960年4月1日                 | 1966年3月31日                |                                           | 辭職。                                               |
| 委任     | 黃宣平                         | 1960年4月1日                 | 1968年3月31日                |                                           |                                                      |
| 委任     | 王澤森                         | 1961年4月7日                 | 1970年3月31日                |                                           |                                                      |
| 委任     | 羅桂祥                         | 1962年4月1日                 | 1966年3月31日                |                                           |                                                      |
| 民選     | 張永賢                         | 1963年4月1日                 | 1967年6月30日                | 香港公民協會                              |                                                      |
| 民選     | 杜葉錫恩                       | 1963年4月1日                 | 1983年3月31日                | 香港革新會（1963－1967） 無黨籍（1967－） | 1983年過渡至改制後首屆市政局。                       |
| 委任     | 李曹秀群                       | 1964年4月1日                 | 1969年3月31日                |                                           |                                                      |
| 民選     | 馬超常                         | 1964年6月25日                | 1971年3月31日                | 香港公民協會                              | 經由1964年6月的補選當選，接替離職的陳樹桓。          |
| 民選     | 胡鴻烈                         | 1965年4月1日                 | 1981年3月31日                | 香港革新會                                |                                                      |
| 委任     | 林思顯                         | 1965年4月1日                 | 1968年3月31日                |                                           |                                                      |
| 委任     | 羅保                           | 1965年4月1日                 | 1978年3月31日                |                                           |                                                      |
| 委任     | 霍士傑                         | 1965年4月1日                 | 1983年3月31日                |                                           | 1983年過渡至改制後首屆市政局。                       |
| 委任     | 伍秉堅                         | 1966年4月1日                 | 1976年3月31日                |                                           |                                                      |
| 委任     | 羅德璋                         | 1966年4月1日                 | 1983年3月31日                |                                           | 1983年過渡至改制後首屆市政局。                       |
| 委任     | 約翰·布力嘉                    | 1967年4月1日                 | 1971年3月25日                |                                           | 辭職。                                               |
| 民選     | 黃夢花                         | 1967年7月1日                 | 1983年3月31日                |                                           | 1983年過渡至改制後首屆市政局。                       |
| 民選     | 胡寶星                         | 1967年7月1日                 | 1971年3月31日                | 香港革新會                                |                                                      |
| 委任     | 胡文瀚                         | 1968年4月1日                 | 1973年3月31日                |                                           |                                                      |
| 委任     | 陳普芬                         | 1968年4月1日                 | 1980年3月31日                |                                           | 1980年結束委任任期，翌年透過參與直選重新加入市政局。 |
| 民選     | 陳普芬                         | 1981年4月1日                 | 1983年3月31日                |                                           |                                                      |
| 民選     | 簡日淦                         | 1969年4月1日                 | 1973年3月31日                | 香港公民協會                              |                                                      |
| 民選     | 陳子鈞                         | 1969年4月1日                 | 1983年3月31日                | 香港公民協會                              | 1983年過渡至改制後首屆市政局。                       |
| 民選     | 王幸利                         | 1969年4月1日                 | 1973年3月31日                | 香港公民協會                              |                                                      |
| 委任     | 西門士夫人                     | 1969年4月1日                 | 1972年9月30日                |                                           |                                                      |
| 委任     | 羅德丞                         | 1970年4月1日                 | 1974年10月31日               |                                           |                                                      |
| 委任     | 麥健士                         | 1971年3月26日                | 1980年3月31日                |                                           |                                                      |
| 民選     | 冼祖昭                         | 1971年4月1日                 | 1975年3月31日                | 香港公民協會                              |                                                      |
| 民選     | 楊勵賢                         | 1971年4月1日                 | 1983年3月31日                | 香港革新會                                | 1983年過渡至改制後首屆市政局。                       |
| 委任     | 高苕華                         | 1972年12月1日                | 1974年11月30日               |                                           |                                                      |
| 民選     | 錢世年                         | 1973年4月1日                 | 1983年3月31日                | 香港革新會                                |                                                      |
| 民選     | 鄒偉雄                         | 1973年4月1日                 | 1983年3月31日                | 香港公民協會                              | 1983年過渡至改制後首屆市政局。                       |
| 民選     | 蔡國禎                         | 1973年4月1日                 | 1983年3月31日                | 香港公民協會                              |                                                      |
| 民選     | 黃品卓                         | 1973年4月1日                 | 1979年3月31日                | 香港革新會                                |                                                      |
| 委任     | 胡法光                         | 1973年4月1日                 | 1983年3月31日                |                                           | 1983年過渡至改制後首屆市政局。                       |
| 委任     | 吳樹熾                         | 1973年4月1日                 | 1976年3月31日                |                                           |                                                      |
| 委任     | 黃肇焯                         | 1973年4月1日                 | 1978年3月31日                |                                           |                                                      |
| 委任     | 岑才生                         | 1974年12月1日                | 1983年3月31日                |                                           | 1983年過渡至改制後首屆市政局。                       |
| 委任     | 何楊展翹                       | 1974年12月1日                | 1983年3月31日                |                                           | 1983年過渡至改制後首屆市政局。                       |
| 民選     | 陸海安                         | 1975年4月1日                 | 1979年3月31日                |                                           |                                                      |
| 委任     | 馮慶麟                         | 1976年4月1日                 | 1983年3月31日                |                                           | 1983年過渡至改制後首屆市政局。                       |
| 委任     | 湛佑森                         | 1976年4月1日                 | 1983年3月31日                |                                           | 1983年過渡至改制後首屆市政局。                       |
| 委任     | 劉文龍                         | 1978年4月1日                 | 1983年3月31日                |                                           | 1983年過渡至改制後首屆市政局。                       |
| 委任     | 楊孝華                         | 1978年4月1日                 | 1983年3月31日                |                                           | 1983年過渡至改制後首屆市政局。                       |
| 民選     | 譚惠珠                         | 1979年4月1日                 | 1983年3月31日                |                                           | 1983年過渡至改制後首屆市政局。                       |
| 民選     | 鍾世傑                         | 1979年4月1日                 | 1983年3月31日                |                                           | 1983年過渡至改制後首屆市政局。                       |
| 委任     | 周梁淑怡                       | 1980年4月1日                 | 1983年3月31日                |                                           | 1983年過渡至改制後首屆市政局。                       |
| 委任     | 郭志權                         | 1980年4月1日                 | 1983年3月31日                |                                           | 1983年過渡至改制後首屆市政局。                       |
| 民選     | 陳肇川                         | 1981年4月1日                 | 1983年3月31日                | 香港革新會                                |                                                      |
| 委任     | 蘇偉澤                         | 1981年4月1日                 | 1983年3月31日                |                                           | 1983年過渡至改制後首屆市政局。                       |

#### 實行地方行政計劃改革後第一屆市政局
當屆市政局任期由1983年4月1日至1986年3月31日止。
| 當選形式 | 選區     | 議員     | 議員     | 政治聯繫            | 備註   |
| -------- | -------- | -------- | -------- | ------------------- | ------ |
| 民選     | 中西環   |          | 譚惠珠   |                     |        |
| 民選     | 灣仔     | 張有興   | 公民協會 | 主席                |        |
| 民選     | 北角     |          | 關廉豪   | 革新會              |        |
| 民選     | 筲箕灣   | 貝納祺   |          | 革新會              |        |
| 民選     | 南區     |          | 陳若瑟   | 公民協會            |        |
| 民選     | 九龍城西 | 陳子鈞   |          | 公民協會            |        |
| 民選     | 九龍城東 | 浦炳榮   |          |                     |        |
| 民選     | 觀塘西   |          | 杜葉錫恩 |                     |        |
| 民選     | 觀塘東   | 林澤飄   | 公屋評   |                     |        |
| 民選     | 旺角     |          | 鄒偉雄   | 公民協會            |        |
| 民選     | 深水埗東 |          | 馮檢基   | 公屋評              |        |
| 民選     | 深水埗西 | 李植悅   | 社協     |                     |        |
| 民選     | 黃大仙南 | 鍾世傑   |          |                     |        |
| 民選     | 黃大仙北 |          | 楊勵賢   |                     |        |
| 民選     | 油麻地   |          | 黃夢花   |                     |        |
| 委任議員 | 委任議員 |          | 霍士傑   |                     | 副主席 |
| 委任議員 | 委任議員 | 羅德璋   |          | 1985年3月31日離任。 |        |
| 委任議員 | 委任議員 | 胡法光   |          | 1984年3月31日離任。 |        |
| 委任議員 | 委任議員 | 岑才生   |          | 1985年3月31日離任。 |        |
| 委任議員 | 委任議員 | 何楊展翹 |          | 1984年3月31日離任。 |        |
| 委任議員 | 委任議員 | 馮慶麟   |          |                     |        |
| 委任議員 | 委任議員 | 湛佑森   |          |                     |        |
| 委任議員 | 委任議員 | 劉文龍   |          |                     |        |
| 委任議員 | 委任議員 | 楊孝華   |          |                     |        |
| 委任議員 | 委任議員 | 周梁淑怡 |          | 1984年3月31日離任。 |        |
| 委任議員 | 委任議員 | 郭志權   |          |                     |        |
| 委任議員 | 委任議員 | 蘇偉澤   |          |                     |        |
| 委任議員 | 委任議員 | 方黃吉雯 |          |                     |        |
| 委任議員 | 委任議員 | 唐錦彪   |          |                     |        |
| 委任議員 | 委任議員 | 黃秉槐   |          |                     |        |
| 委任議員 | 委任議員 | 梁定邦   |          | 1984年4月1日就任。  |        |
| 委任議員 | 委任議員 | 李吳淑姬 |          | 1984年4月1日就任。  |        |
| 委任議員 | 委任議員 | 盧景文   |          | 1984年4月1日就任。  |        |
| 委任議員 | 委任議員 | 張建東   |          | 1985年4月1日就任。  |        |
| 委任議員 | 委任議員 | 范錦平   |          | 1985年4月1日就任。  |        |

#### 第二屆市政局
當屆任期由1986年4月1日至1989年3月31日止。
| 當選形式 | 選區     | 議員     | 議員     | 政治聯繫                | 備註                                                                                     |
| -------- | -------- | -------- | -------- | ----------------------- | ---------------------------------------------------------------------------------------- |
| 民選     | 中西環   |          | 周偉強   |                         |                                                                                          |
| 民選     | 灣仔     |          | 張有興   | 公民協會                |                                                                                          |
| 民選     | 北角     |          | 文世昌   | 太平山學會              |                                                                                          |
| 民選     | 筲箕灣   | 周張慧冰 |          |                         |                                                                                          |
| 民選     | 南區     |          | 陳若瑟   | 公民協會                |                                                                                          |
| 民選     | 九龍城西 | 陳子鈞   |          | 公民協會                |                                                                                          |
| 民選     | 九龍城東 | 浦炳榮   | 勵進會   |                         |                                                                                          |
| 民選     | 觀塘西   |          | 杜葉錫恩 |                         | 副主席                                                                                   |
| 民選     | 觀塘東   | 林澤飄   | 公屋評   |                         |                                                                                          |
| 民選     | 旺角     | 陳國明   |          |                         |                                                                                          |
| 民選     | 深水埗東 | 馮檢基   | 公屋評   |                         |                                                                                          |
| 民選     | 深水埗西 | 李植悅   | 匯點     |                         |                                                                                          |
| 民選     | 黃大仙南 | 霍佩儀   | 公屋評   |                         |                                                                                          |
| 民選     | 黃大仙北 |          | 楊勵賢   | 勵進會                  |                                                                                          |
| 民選     | 油麻地   |          | 關廉豪   |                         | 因在任期間出任臨時裁判司，技術性違反《選舉規定條例》規定，於1988年7月4日起喪失議員資格。 |
| 民選     | 油麻地   | 李詠娜   | 革新會   | 1988年10月6日補選當選。 |                                                                                          |
| 委任議員 | 委任議員 |          | 霍士傑   |                         | 主席                                                                                     |
| 委任議員 | 委任議員 | 馮慶麟   |          | 1987年3月31日離任。     |                                                                                          |
| 委任議員 | 委任議員 | 湛佑森   |          | 1987年3月31日離任。     |                                                                                          |
| 委任議員 | 委任議員 | 劉文龍   |          |                         |                                                                                          |
| 委任議員 | 委任議員 | 楊孝華   |          | 1986年7月9日辭職。      |                                                                                          |
| 委任議員 | 委任議員 | 郭志權   |          |                         |                                                                                          |
| 委任議員 | 委任議員 | 蘇偉澤   |          |                         |                                                                                          |
| 委任議員 | 委任議員 | 方黃吉雯 |          |                         |                                                                                          |
| 委任議員 | 委任議員 | 唐錦彪   |          |                         |                                                                                          |
| 委任議員 | 委任議員 | 黃秉槐   |          |                         |                                                                                          |
| 委任議員 | 委任議員 | 梁定邦   |          |                         |                                                                                          |
| 委任議員 | 委任議員 | 李吳淑姬 |          | 1986年8月11日辭職。     |                                                                                          |
| 委任議員 | 委任議員 | 盧景文   |          |                         |                                                                                          |
| 委任議員 | 委任議員 | 張建東   |          |                         |                                                                                          |
| 委任議員 | 委任議員 | 范錦平   |          |                         |                                                                                          |
| 委任議員 | 委任議員 | 王敏超   |          | 1985年4月1日就任。      |                                                                                          |
| 委任議員 | 委任議員 | 陳瑛     |          | 1986年10月3日就任。     |                                                                                          |
| 委任議員 | 委任議員 | 林李靜文 |          | 1987年4月1日就任。      |                                                                                          |
| 委任議員 | 委任議員 | 楊子剛   |          | 1987年4月1日就任。      |                                                                                          |

#### 第三屆市政局
當屆任期由1989年4月1日至1991年5月31日止。
| 當選形式   | 選區         | 議員     | 議員     | 政治聯繫   | 備註 |
| ---------- | ------------ | -------- | -------- | ---------- | ---- |
| 民選       | 中西環       |          | 周偉強   | 太平山學會 |      |
| 民選       | 灣仔         |          | 張有興   | 公民協會   |      |
| 民選       | 北角         |          | 文世昌   | 太平山學會 |      |
| 民選       | 筲箕灣       | 貝納祺   | 革新會   |            |      |
| 民選       | 南區         |          | 陳若瑟   | 公民協會   |      |
| 民選       | 九龍城西     | 陳子鈞   |          | 公民協會   |      |
| 民選       | 九龍城東     | 浦炳榮   | 勵進會   |            |      |
| 民選       | 觀塘西       |          | 杜葉錫恩 |            |      |
| 民選       | 觀塘東       | 林澤飄   | 公屋評   |            |      |
| 民選       | 旺角         | 陳國明   |          |            |      |
| 民選       | 深水埗東     | 馮檢基   | 公屋評   |            |      |
| 民選       | 深水埗西     | 馬利和   |          |            |      |
| 民選       | 黃大仙南     | 莫應帆   | 民協     |            |      |
| 民選       | 黃大仙北     |          | 楊勵賢   | 革新會     |      |
| 民選       | 油尖         |          | 黃國桐   |            |      |
| 區議會代表 | 中西區區議會 |          | 陳特楚   |            |      |
| 區議會代表 | 灣仔區議會   | 湛佑棠   |          |            |      |
| 區議會代表 | 東區區議會   | 丁毓珠   |          |            |      |
| 區議會代表 | 南區區議會   | 潘順國   |          |            |      |
| 區議會代表 | 油尖區議會   | 吳萬強   |          |            |      |
| 區議會代表 | 旺角區議會   | 何非池   |          |            |      |
| 區議會代表 | 深水埗區議會 | 張永森   |          |            |      |
| 區議會代表 | 九龍城區議會 | 方培湘   |          |            |      |
| 區議會代表 | 黃大仙區議會 | 馮光中   |          |            |      |
| 區議會代表 | 觀塘區議會   | 彭錦輝   |          |            |      |
| 委任議員   | 委任議員     | 霍士傑   |          | 主席       |      |
| 委任議員   | 委任議員     | 劉文龍   |          | 副主席     |      |
| 委任議員   | 委任議員     | 郭志權   |          |            |      |
| 委任議員   | 委任議員     | 唐錦彪   |          |            |      |
| 委任議員   | 委任議員     | 黃秉槐   |          |            |      |
| 委任議員   | 委任議員     | 梁定邦   |          |            |      |
| 委任議員   | 委任議員     | 盧景文   |          |            |      |
| 委任議員   | 委任議員     | 張建東   |          |            |      |
| 委任議員   | 委任議員     | 范錦平   |          |            |      |
| 委任議員   | 委任議員     | 王敏超   |          |            |      |
| 委任議員   | 委任議員     | 陳瑛     |          |            |      |
| 委任議員   | 委任議員     | 林李靜文 |          |            |      |
| 委任議員   | 委任議員     | 楊子剛   |          |            |      |
| 委任議員   | 委任議員     | 張曾基   |          |            |      |
| 委任議員   | 委任議員     | 袁景煜   |          |            |      |

#### 第四屆市政局
當屆任期由1991年6月1日至1995年3月31日止。
| 當選形式   | 選區         | 議員     | 議員                | 政治聯繫                                                                       | 備註                            |
| ---------- | ------------ | -------- | ------------------- | ------------------------------------------------------------------------------ | ------------------------------- |
| 民選       | 中西環       |          | 王瑞黎              | 民主黨                                                                         |                                 |
| 民選       | 灣仔         |          | 黃漢清              |                                                                                |                                 |
| 民選       | 北角         |          | 文世昌              | 民主黨                                                                         |                                 |
| 民選       | 筲箕灣       | 貝納祺   | 革新會              |                                                                                |                                 |
| 民選       | 南區         |          | 陳若瑟              | 自民聯／公民協會                                                               |                                 |
| 民選       | 九龍城西     |          | 蔣世昌              | 港同盟（1991年代表港同盟參選，唯1994年港同盟與匯點合併成立民主黨，蔣未有加入） |                                 |
| 民選       | 九龍城東     |          | 浦炳榮              | 自民聯                                                                         |                                 |
| 民選       | 觀塘西       |          | 杜葉錫恩            |                                                                                |                                 |
| 民選       | 觀塘東       | 李華明   | 匯點                |                                                                                |                                 |
| 民選       | 旺角         | 陳國明   |                     |                                                                                |                                 |
| 民選       | 深水埗東     | 馮檢基   | 民協                |                                                                                |                                 |
| 民選       | 深水埗西     | 馬利和   | 民主黨              |                                                                                |                                 |
| 民選       | 黃大仙南     | 莫應帆   | 民協                |                                                                                |                                 |
| 民選       | 黃大仙北     |          | 楊勵賢              | 革新會                                                                         |                                 |
| 民選       | 油尖         |          | 黃國桐              | 民協                                                                           |                                 |
| 區議會代表 | 中西區區議會 |          | 陳特楚              | 民建聯                                                                         | 1994年10月31日離任。            |
| 區議會代表 | 中西區區議會 |          | 陳財喜              | 民主黨                                                                         | 1994年11月1日就任。             |
| 區議會代表 | 灣仔區議會   |          | 鄭琴淵              | 民建聯                                                                         | 1994年10月31日離任。            |
| 區議會代表 | 灣仔區議會   | 孫啟昌   | 1994年11月1日就任。 | 民建聯                                                                         |                                 |
| 區議會代表 | 東區區議會   | 丁毓珠   |                     |                                                                                |                                 |
| 區議會代表 | 南區區議會   | 潘順國   |                     | 1994年10月31日離任。                                                           |                                 |
| 區議會代表 | 南區區議會   |          | 黃敬祥              |                                                                                | 1994年11月1日就任。             |
| 區議會代表 | 油尖旺區議會 |          | 葉國忠              | 民建聯                                                                         | 1994年11月1日前代表油尖區議會。 |
| 區議會代表 | 旺角區議會   | 嚴國安   |                     | 1994年11月1日起取消席位。                                                      |                                 |
| 區議會代表 | 深水埗區議會 | 張永森   |                     | 1994年10月31日離任。                                                           |                                 |
| 區議會代表 | 深水埗區議會 |          | 梁錦滔              | 民協                                                                           | 1994年11月1日就任。             |
| 區議會代表 | 九龍城區議會 |          | 王紹爾              | 自民聯                                                                         | 1994年10月31日離任。            |
| 區議會代表 | 九龍城區議會 | 陳乃裕   | 1994年11月1日就任。 | 自民聯                                                                         |                                 |
| 區議會代表 | 黃大仙區議會 | 馮光中   | 自由黨              | 1994年10月31日離任。                                                           |                                 |
| 區議會代表 | 黃大仙區議會 | 姚紹成   |                     | 1994年11月1日就任。                                                            |                                 |
| 區議會代表 | 觀塘區議會   | 楊錦珍   |                     | 1994年10月31日離任。                                                           |                                 |
| 區議會代表 | 觀塘區議會   | 黎永年   |                     | 1994年11月1日就任。                                                            |                                 |
| 委任議員   | 委任議員     | 霍士傑   |                     |                                                                                |                                 |
| 委任議員   | 委任議員     | 黃秉槐   |                     |                                                                                |                                 |
| 委任議員   | 委任議員     | 梁定邦   |                     | 主席                                                                           |                                 |
| 委任議員   | 委任議員     | 盧景文   |                     | 副主席                                                                         |                                 |
| 委任議員   | 委任議員     | 張建東   |                     |                                                                                |                                 |
| 委任議員   | 委任議員     | 王敏超   |                     |                                                                                |                                 |
| 委任議員   | 委任議員     | 林李靜文 |                     |                                                                                |                                 |
| 委任議員   | 委任議員     | 楊子剛   |                     |                                                                                |                                 |
| 委任議員   | 委任議員     | 張曾基   |                     |                                                                                |                                 |
| 委任議員   | 委任議員     | 袁景煜   |                     |                                                                                |                                 |
| 委任議員   | 委任議員     | 郭炳江   |                     | 1993年10月11日辭職。                                                           |                                 |
| 委任議員   | 委任議員     | 周永成   |                     |                                                                                |                                 |
| 委任議員   | 委任議員     | 徐尉玲   | 民建聯              |                                                                                |                                 |
| 委任議員   | 委任議員     | 潘祖堯   |                     |                                                                                |                                 |
| 委任議員   | 委任議員     | 梁秉中   |                     |                                                                                |                                 |
| 委任議員   | 委任議員     | 王津     |                     | 1993年10月11日就任。                                                           |                                 |

#### 第五屆市政局
當屆任期由1995年4月1日至1997年6月30日止。
| 選區號碼     | 選區           | 議員                | 議員             | 所屬政黨            | 備註 |
| ------------ | -------------- | ------------------- | ---------------- | ------------------- | ---- |
| UC1          | 西區           |                     | 陳國樑           | 民主黨              |      |
| UC2          | 中區           | 甘乃威              |                  | 民主黨              |      |
| UC3          | 灣仔西         |                     | 黃漢清           | 華革會              |      |
| UC4          | 灣仔東         | 黃英琦              | 自由黨           |                     |      |
| UC5          | 北角西         | 周潔冰              | 自由黨           |                     |      |
| UC6          | 北角東         | 王國興              | 民建聯           |                     |      |
| UC7          | 鰂魚涌         |                     | 黎志強           | 民主黨              |      |
| UC8          | 筲箕灣         |                     | 杜本文           |                     |      |
| UC9          | 柴灣西         |                     | 陳添勝           | 民主黨              |      |
| UC10         | 柴灣東         |                     | 鍾樹根           | 民建聯              |      |
| UC11         | 香港仔及海灣   | 陳若瑟              |                  |                     |      |
| UC12         | 鴨脷洲         | 王敏超              |                  |                     |      |
| UC13         | 薄扶林及華富   |                     | 黎學廉           | 民主黨              |      |
| UC14         | 油尖           | 黃國桐              | 民協             |                     |      |
| UC15         | 旺角           | 吳永輝              | 民主黨           |                     |      |
| UC16         | 深水埗西       |                     | 張永森           | 自由黨              |      |
| UC17         | 深水埗中       |                     | 黃仲棋           | 民主黨              |      |
| UC18         | 深水埗東       | 譚國僑              | 民協             |                     |      |
| UC19         | 九龍城北       |                     | 梁定邦           |                     | 主席 |
| UC20         | 九龍城東       | 尹才榜              | 民建聯           |                     |      |
| UC21         | 九龍城南       | 浦炳榮              | 港進聯           |                     |      |
| UC22         | 九龍城西       | 蔣世昌              | 自由黨           |                     |      |
| UC23         | 橫東及樂天     |                     | 莫應帆           | 民協                |      |
| UC24         | 黃大仙及竹園   |                     | 林文輝           | 民建聯              |      |
| UC25         | 慈雲山及新蒲崗 |                     | 李國強           | 民主黨              |      |
| UC26         | 彩虹雲及牛池灣 | 胡志偉              |                  | 民主黨              |      |
| UC27         | 觀塘西         | 歐玉霞              |                  | 民主黨              |      |
| UC28         | 觀塘北         | 司徒華              |                  | 民主黨              |      |
| UC29         | 四順及秀茂坪   |                     | 郭必錚           | 民建聯              |      |
| UC30         | 觀塘中         |                     | 洪松勳           | 民主黨              |      |
| UC31         | 觀塘南         | 李華明              |                  | 民主黨              |      |
| UC32         | 藍田           | 鄧志豪              |                  | 民主黨              |      |
| 區議會代表   |                |                     |                  |                     |      |
| 中西區區議會 |                | 陳財喜              | 1996年退出民主黨 |                     |      |
| 灣仔區議會   | 孫啓昌         | 民建聯              |                  |                     |      |
| 東區區議會   | 丁毓珠         |                     |                  |                     |      |
| 南區區議會   |                | 黃敬祥              |                  |                     |      |
| 油尖旺區議會 |                | 葉國忠              | 民建聯           | 副主席              |      |
| 深水埗區議會 |                | 梁錦滔              | 民協             | 1997年3月11日辭職。 |      |
| 深水埗區議會 | 周國良         | 1997年4月25日就任。 | 民協             |                     |      |
| 九龍城區議會 |                | 陳乃裕              | 自由黨           |                     |      |
| 黃大仙區議會 | 姚紹成         |                     |                  |                     |      |
| 觀塘區議會   | 黎永年         |                     |                  |                     |      |

#### 臨時市政局
1997年7月1日，英國將香港主權移交中國，中英兩國政府無法就議員過渡問題達成共識，行政長官委任全體原有41位議員及另外九名新議員組成成臨時市政局。若扣除委任議員，民主派在臨時市政局佔有多數民選議席。
| 選區號碼   | 選區                     | 議員   | 議員       | 所屬政黨   | 備註   |
| ---------- | ------------------------ | ------ | ---------- | ---------- | ------ |
| UC1        | 西區                     |        | 陳國樑     | 民主黨     |        |
| UC2        | 中區                     | 甘乃威 |            | 民主黨     |        |
| UC3        | 灣仔西                   |        | 黃漢清     | 華革會     |        |
| UC4        | 灣仔東                   | 黃英琦 | 自由黨     |            |        |
| UC5        | 北角西                   | 周潔冰 | 自由黨     |            |        |
| UC6        | 北角東                   | 王國興 | 民建聯     |            |        |
| UC7        | 鰂魚涌                   |        | 黎志強     | 民主黨     |        |
| UC8        | 筲箕灣                   |        | 杜本文     |            |        |
| UC9        | 柴灣西                   |        | 陳添勝     | 民主黨     |        |
| UC10       | 柴灣東                   |        | 鍾樹根     | 民建聯     |        |
| UC11       | 香港仔及海灣             | 陳若瑟 |            |            |        |
| UC12       | 鴨脷洲                   | 王敏超 | 新香港聯盟 |            |        |
| UC13       | 薄扶林及華富邨           |        | 黎學廉     | 民主黨     |        |
| UC14       | 油尖                     | 黃國桐 | 民協       |            |        |
| UC15       | 旺角                     | 吳永輝 | 民主黨     |            |        |
| UC16       | 深水埗西                 |        | 張永森     | 自由黨     |        |
| UC17       | 深水埗中                 |        | 黃仲棋     | 民主黨     |        |
| UC18       | 深水埗東                 | 譚國僑 | 民協       |            |        |
| UC19       | 九龍城北                 |        | 梁定邦     |            | 主席   |
| UC20       | 九龍城東                 | 尹才榜 | 民建聯     |            |        |
| UC21       | 九龍城南                 | 浦炳榮 | 港進聯     |            |        |
| UC22       | 九龍城西                 | 蔣世昌 | 自由黨     |            |        |
| UC23       | 橫頭磡、東頭、樂富及天馬 |        | 莫應帆     | 民協       |        |
| UC24       | 黃大仙及竹園             |        | 林文輝     | 民建聯     |        |
| UC25       | 慈雲山及新蒲崗           |        | 李國強     | 民主黨     |        |
| UC26       | 彩虹雲及牛池灣           | 胡志偉 |            | 民主黨     |        |
| UC27       | 觀塘西                   | 歐玉霞 |            | 民主黨     |        |
| UC28       | 觀塘北                   | 司徒華 |            | 民主黨     |        |
| UC29       | 四順及秀茂坪             |        | 郭必錚     | 民建聯     |        |
| UC30       | 觀塘中                   |        | 洪松勳     | 民主黨     |        |
| UC31       | 觀塘南                   | 李華明 |            | 民主黨     |        |
| UC32       | 藍田                     | 鄧志豪 |            | 民主黨     |        |
| 區議會代表 | 中西區區議會             |        | 陳財喜     | 新世紀論壇 |        |
| 區議會代表 | 灣仔區議會               | 孫啓昌 | 民建聯     |            |        |
| 區議會代表 | 東區區議會               | 丁毓珠 |            |            |        |
| 區議會代表 | 南區區議會               |        | 黃敬祥     |            |        |
| 區議會代表 | 油尖旺區議會             |        | 葉國忠     | 民建聯     | 副主席 |
| 區議會代表 | 深水埗區議會             |        | 周國良     | 民協       |        |
| 區議會代表 | 九龍城區議會             |        | 陳乃裕     | 自由黨     |        |
| 區議會代表 | 黃大仙區議會             | 姚紹成 |            |            |        |
| 區議會代表 | 觀塘區議會               | 黎永年 |            |            |        |
| 委任議員   | 委任議員                 |        | 王敏剛     | 新香港聯盟 |        |
| 委任議員   | 委任議員                 | 徐尉玲 | 民建聯     |            |        |
| 委任議員   | 委任議員                 | 伍淑清 |            |            |        |
| 委任議員   | 委任議員                 | 何志平 |            |            |        |
| 委任議員   | 委任議員                 | 李瑞成 | 港進聯     |            |        |
| 委任議員   | 委任議員                 | 胡經昌 | 港進聯     |            |        |
| 委任議員   | 委任議員                 | 徐是雄 | 新香港聯盟 |            |        |
| 委任議員   | 委任議員                 | 張宇人 | 自由黨     |            |        |
| 委任議員   | 委任議員                 | 陳炳煥 |            |            |        |

## 選舉
改制後
| 屆別      | 選舉                     | 投票日        | 備註                                                                                   |
| --------- | ------------------------ | ------------- | -------------------------------------------------------------------------------------- |
| 1983-1986 | 1983年市政局選舉         | 1983年3月8日  | 灣仔選區、觀塘西選區、黃大仙南選區因候選人自動當選，不需進行投票。                     |
| 1986-1989 | 1986年市政局選舉         | 1986年3月6日  | 九龍城東選區、葵涌西及青衣選區因候選人自動當選，不需進行投票。                         |
| 1986-1989 | 1988年市政局油尖選區補選 | 1988年10月6日 |                                                                                        |
| 1989-1991 | 1989年市政局選舉         | 1989年3月9日  | 中西環選區、南區選區、九龍城東選區、觀塘西選區因候選人自動當選，不需進行投票。         |
| 1991-1995 | 1991年市政局選舉         | 1991年5月5日  | 黃大仙北選區因候選人自動當選，不需進行投票。                                           |
| 1995-1997 | 1995年市政局選舉         | 1995年3月7日  | 香港仔及海灣選區、深水埗中、深水埗東選區、橫東及樂天選區因候選人自動當選，不需進行投票 |

## 香港市政局旗

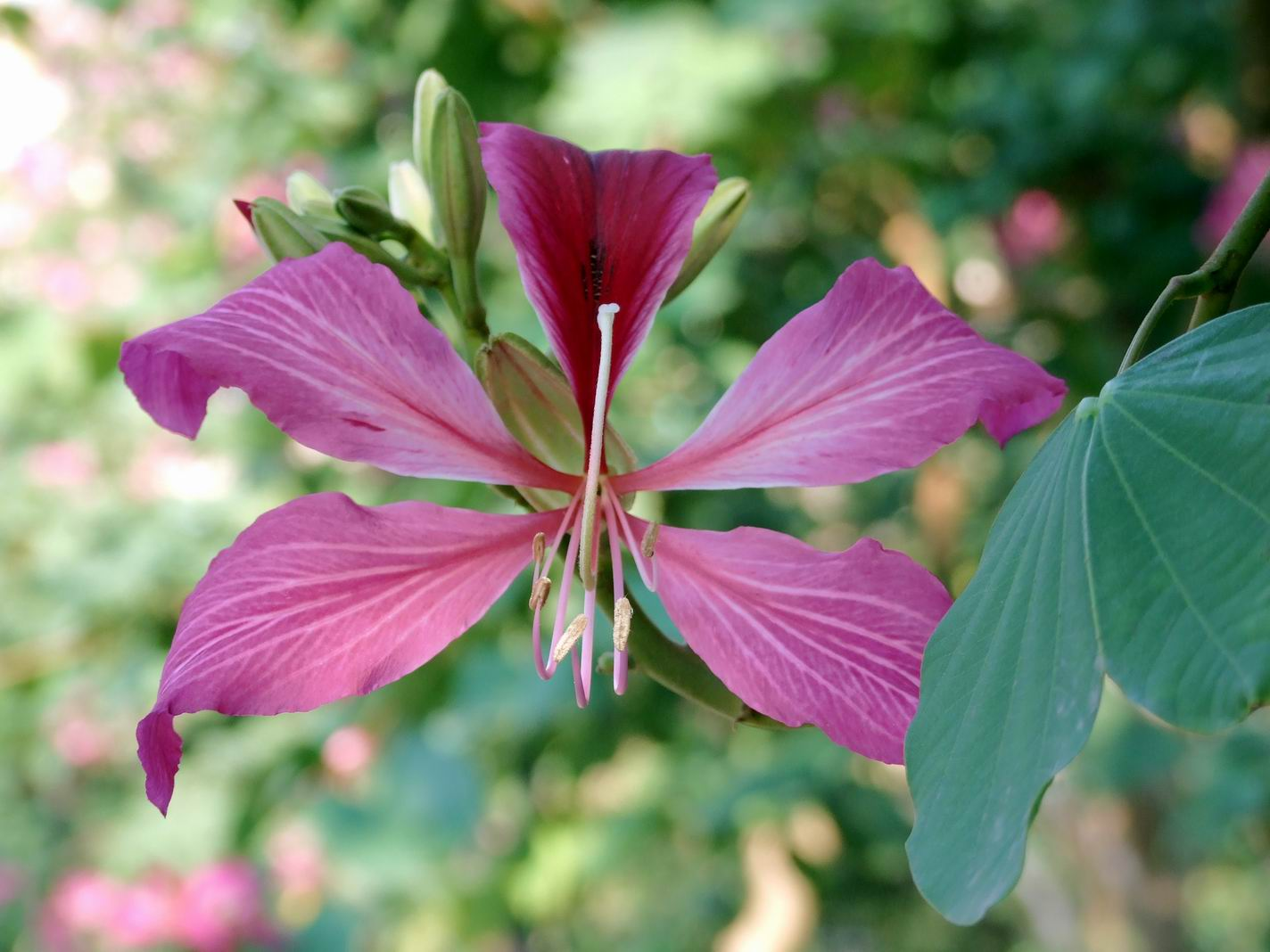
香港市花洋紫荊

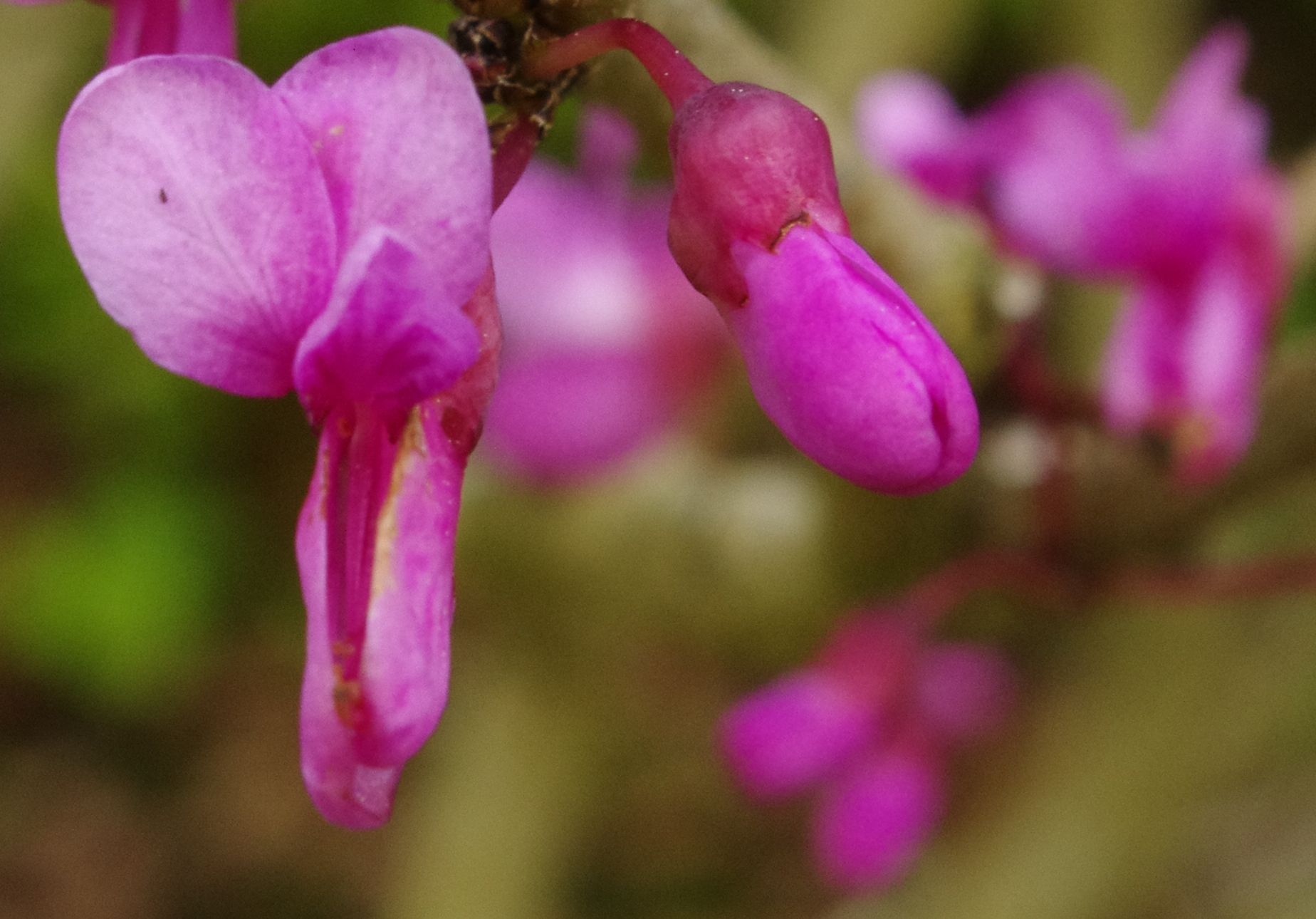
1997年香港主權移交中國後，洋紫荊在文字避諱下，「洋」字被故意省略，變成「紫荆花」，但事實上，洋紫荊與紫荊是兩種截然不同的物種，洋紫荊為豆科蘇木亞科羊蹄甲屬的有花植物，是兩種羊蹄甲花的混種，只能靠人工培植，與豆科紫荊屬的紫荊（redbud）為同科不同屬的，而且兩者外形也並無相似之處，論外觀品種都與紫荊花分別極大。立法會主席曾鈺成曾在專欄文章提及此問題，指《基本法》中文條文說是「紫荊花」，可能是為了去殖民化，但這樣的話特區的區旗和區徽便不符合基本法。。

1964年，市政局議員在會議中提議香港應要有自己的代表性花卉，並提出多種生長於香港的花卉以供甄選，經過半年多的甄選及開會討論，市政局常務會議一致通過，建議選用洋紫荊，之後提交香港政府考慮，香港政府於1965年1月19日宣布接納提議，洋紫荊自此成為香港市花，市政局其後也選用洋紫荊作為該局的象徵，並在1973年成為市政局徽章及旗幟的主體。
市政局旗縱橫比例為1:2，洋紫荊紫作為使用色代表神聖、尊貴、慈愛，同時寓意香港華洋和平友好，共同相處。中間繪有一片非寫實化香港市花洋紫荊五片花瓣標誌圖案，以展現全世界和平友好，圖案的花瓣組合緊密而有序，象徵著香港人的團結和互助的精神。香港市政局旗是香港人希望和理想的象徵，這是屬於香港的象徵。她帶給香港人自尊、自重、自豪和榮耀，也能增強香港人對香港的熱愛、忠誠、認同感、歸屬感。
| 使用色   | Pantone |
| -------- | ------- |
| 洋紫荊紫 | 239     |
| 白       | "safe"  |

由於洋紫荊貌似蘭花，因此别名香港蘭（英語：Hong Kong Orchid Tree），是於香港首先發現的花種，在1880年左右於香港島薄扶林鋼綫灣為一名巴黎外方傳教會神父發現，並以插技方式移植至薄扶林道一帶的伯大尼修道院。1908年，當時的植物及林務部總監鄧恩 （S.T. Dunn） 判定洋紫荊為新物種，並於 《植物學報》 （英國及外國） 第46卷，324至326頁 （Journal of Botany） 發表有關資料。洋紫荊的拉丁文學名的种加詞命名為 'Blakeana'，以紀念熱愛研究植物的第12任香港總督卜力（Sir Henry Arthur BLAKE）伉儷。現存於漁農自然護理署香港植物標本室編號 Hong Kong Herb. No.1722 的模式標本相信是最初發現的原樹標本。由於洋紫荊是混種植物，不能自行繁殖，這亦即是表示，現時香港所有的洋紫荊都是該棵於1880年首次於野外發現 （亦是唯一一次於野外發現） 的洋紫荊的複製品。洋紫荊獲被定為香港市花，以及被繪畫於香港市政局旗上的圖案，寓意香港這個遠東海港，有如該棵於1880年唯一一次於野外發現的洋紫荊一樣唯一和珍貴。
此特有種在1967年引入台灣，並在1984年成為嘉義市的市花及市樹。台灣的國立中正大學及國立臺灣科技大學也是使用洋紫荊作為校花。1997年後香港特別行政區繼續採納洋紫荊花的元素作為區徽、區旗及硬幣的設計圖案。雖然洋紫荊原為紫紅色，區旗只用紅白兩色，故洋紫荊圖案改成白色。
洋紫荊是香港法定代表花卉。在撰寫《香港基本法》時，起草委員會略去洋紫荊的「洋」字，誤称为“紫荆花”，中國大陆媒体也依照“紫荆花”来宣传，故中國大陆民眾多称香港市花为「紫荆花」，与一般意义上的“紫荆花”（即豆科紫荊屬的紫荆Cercis chinensis）相混淆，有評論指這是出於「政治正確」的考慮而略去「洋」字。雖然基本法曾有公眾諮詢，但諮詢時區旗區徽未定，故此基本法草案中，第十條此段未撰，僅標示為「待擬」。在諮詢完結後，1990年2月香港基本法起草委員會第九次全體會議，對基本法作出最後修訂時，便使用了「紫荊花」一詞。其實，香港區旗區徽圖案評選委員會，向該次會議所提交的工作報告，使用的是「洋紫荊花」：「圖案均以動態的洋紫荊花、五角星和紅色為基礎。動態形象的洋紫荊花，象徵着有活力而繁榮的香港；五角星和紅色，象徵着香港屬於中國。」基本法英文翻譯版本無此謬誤，仍稱作，而不是。基本法公布後不久，已經有學者指出這個錯誤。事實上，洋紫荊與紫荊是兩種截然不同的物種，洋紫荊為豆科蘇木亞科羊蹄甲屬的有花植物，是兩種羊蹄甲花的混種，只能靠人工培植，與豆科紫荊屬的紫荊為同科不同屬的，而且兩者外形也並無相似之處，論外觀品種都與紫荊花分別極大。前立法會主席曾鈺成曾在專欄文章提及此問題，指《基本法》中文條文說是「紫荊花」，可能是為了去殖民化，但這樣的話特區的區旗和區徽便不符合基本法。

## 主要的權力和職責
根據《香港法例》101章，市政局的權力如下：
1. 市政局可行使任何權力以執行市政條例[32]
2. 市政局可強制行政機關執行其決議（行政命令）[33][34]
3. 市政局可懲罰拒絕執行其決議的單位[35]
4. 市政局決議執行者有法律免責權[36]
5. 市政局財政獨立[37][38][39][40][41][42][43]
6. 市政局擁有土地使用權[44]

根據《市政局條例》，市政局的職責如下：
- 清掃街道及收集垃圾
- 監管食物衛生、管理街市與販商事務
- 興建和管理墳場及火葬場
- 興建和管理博物館、圖書館和大型表演場地
- 興建和管理體育設施（例如游泳池、球場、運動場及室內運動場等）、泳灘、公園和遊樂場等
- 提供、推廣、贊助以下活動——
  - 任何種類的舞蹈、音樂、戲劇或劇場表演
  - 電影放映
  - 文學、歷史、藝術、科學或其他文化方面的展覽或比賽
  - 體育示範、表演、比賽及訓練
- 提供康樂及文化活動

## 市政局轄下架構
該局轄下的十二個專責委員會及常務委員會轄下的三個工作小組：

### 專責委員會
1. 政務委員會
2. 建設工程委員會
3. 文化委員會
4. 娛樂委員會
5. 財務委員會
6. 圖書館委員會
7. 酒牌局
8. 街市及販商事務委員會
9. 康樂委員會
10. 覆檢委員會
11. 臨時市政局津貼事宜小組委員會
12. 綠化香港工作小組委員會

### 文化委員會轄下小組委員會（工作小組）
1. 文化活動小組
2. 演藝團體小組
3. 兩個臨時市政局聯合管理音樂事務委員會

### 其他
1. 檢討臨時市政局會議常規小組委員會
2. 香港大球場董事局
3. 帳目委員會

### 文化機構
1. 香港藝穗節董事會
2. 香港藝術節協會常務委員會
3. 香港兒童合唱團董事局
4. 香港藝術中心監督團
5. 香港芭蕾舞團董事局
6. 香港小交響樂團顧問委員會
7. 香港藝術發展局藝術教育工作小組
8. 香港管弦協會常務委員會

## 日常運作

### 會議
該局有議員50名，每月舉行會議一次，以通過各項與局務有關的附例和正式動議。
臨時市政局全局常務委員會每月舉行會議兩次，處理該局的日常事務；其轄下14個專責委員會，則通常每月舉行會議一次。此外，該局轄下還設有三十多個小組委員會和工作小組，處理特定事務。除敏感議題須閉門討論外，所有臨時市政局會議均公開舉行。

### 執行
市政總署署長是臨時市政局的首席行政人員，也是市政總署的首長。該署職員約16800人，是香港特別行政區政府架構中最龐大的文職部門。市政總署署長的職責包括策劃和督導市政總署各方面的工作，以及制訂政策方案供臨時市政局考慮。政策獲通過後，便由作為臨時市政局執行機構的市政總署予以推行。

### 接見
臨時市政局在港九各區設立會見市民辦事處，供議員接見市民。港九居民也可通過議員輪值制度，向臨時市政局表達意見 。按照該制度，臨時市政局安排議員輪值接見已預約的市民，每周兩次。

### 服務
1948年，市政局開始在行人路設置垃圾桶，以改善城市衛生。1997年的臨時市政局負責為大約350萬市區居民，即全港52%的人口提供市政服務。該局的職責包括保障環境衞生和公眾健康，以及提供文娛服務和場地、康樂活動和設施。

## 市政局物品及裝備
特種車（車牌字頭為「UC」，市政局解散後於2016年5月改為民用車牌）
- 垃圾車，車牌字頭為UC：有日本三菱（Mitsubishi）、英國丹尼士車廠（DENNIS）
- 洗街車
- 吸化糞車輛
- 海上垃圾收集船

員工車輛
- 貨車：豐田、五十鈴
- 客貨車：豐田（TOYOTA）、萬事得（MAZDA）

## 市政局的城市文康建設

### 過往由市政局管理的部分城市文康建設
市政局主要負責香港大部分市政、衛生及康體設施的管理，包括博物館、市政大廈、圖書館、公園、體育館、公共游泳池及室內運動場等。區域市政局成立後，位於新界的設施轉交區域市政局管理。
- 市政局百周年紀念公園
- 香港動植物公園
- 九龍公園（尖沙咀）
- 香港大會堂
- 香港體育館
- 伊利沙伯體育館（灣仔）
- 香港太空館
- 香港文化中心
- 九龍寨城公園（法定古蹟）
- 羅屋民俗館（柴灣，法定古蹟）
- 茶具文物館（金鐘，法定古蹟）
- 鯉魚門公園及度假村
- 香港公園
- 香港中央圖書館
- 維多利亞公園
- 鰂魚涌公園
- 摩士公園
- 奧運公園
- 香港大球場
- 高山劇場
- 麥花臣球場
- 柴灣公園
- 龍翔道公園

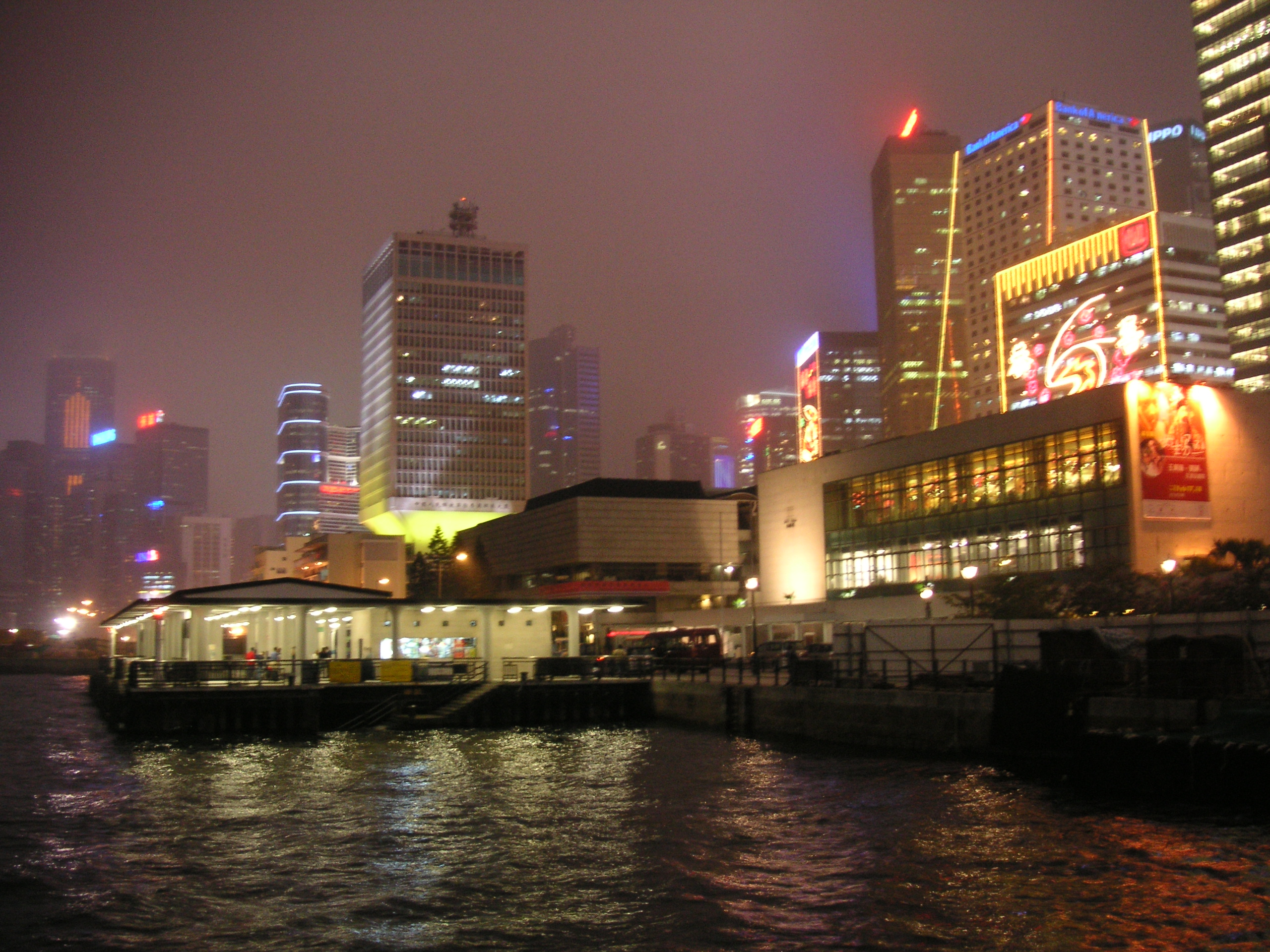
中環香港大會堂低座及皇后碼頭
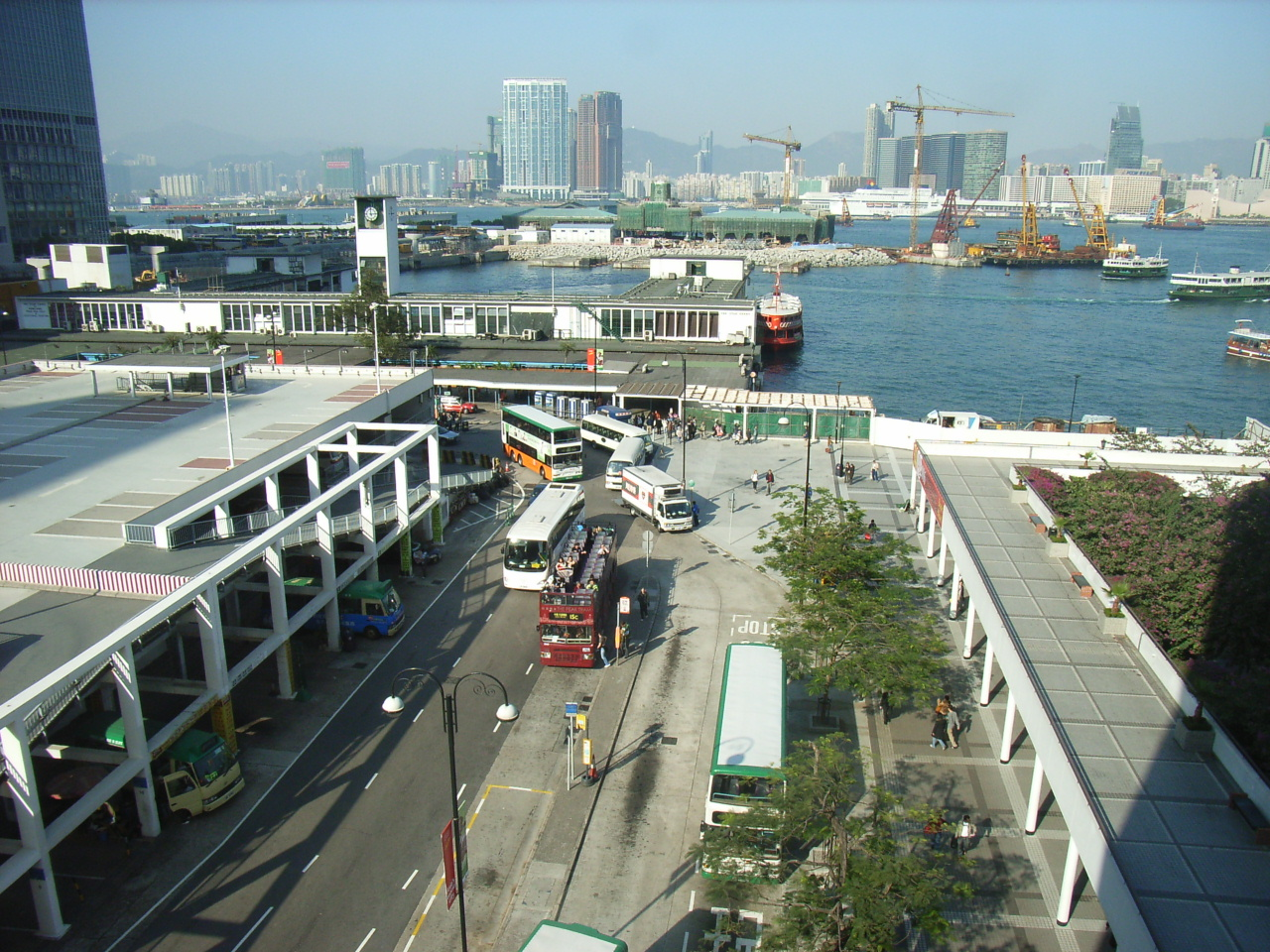
2006年中環香港大會堂高座旁的愛丁堡廣場及愛丁堡廣場巴士站，前方為中環天星碼頭（愛丁堡廣場渡輪碼頭），左方為天星碼頭多層停車場
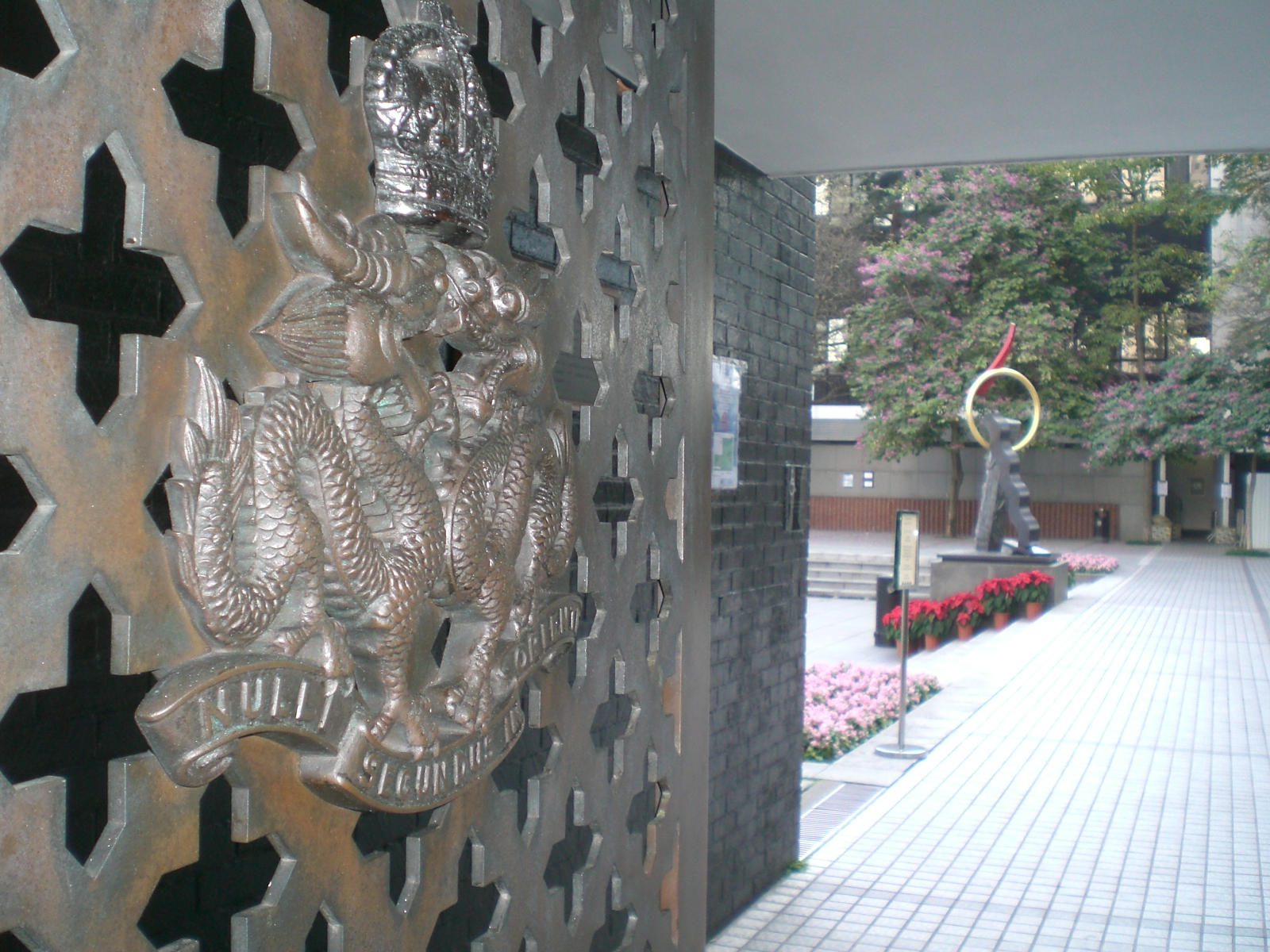
中環香港大會堂紀念花園銅門上的皇家香港軍團紋章
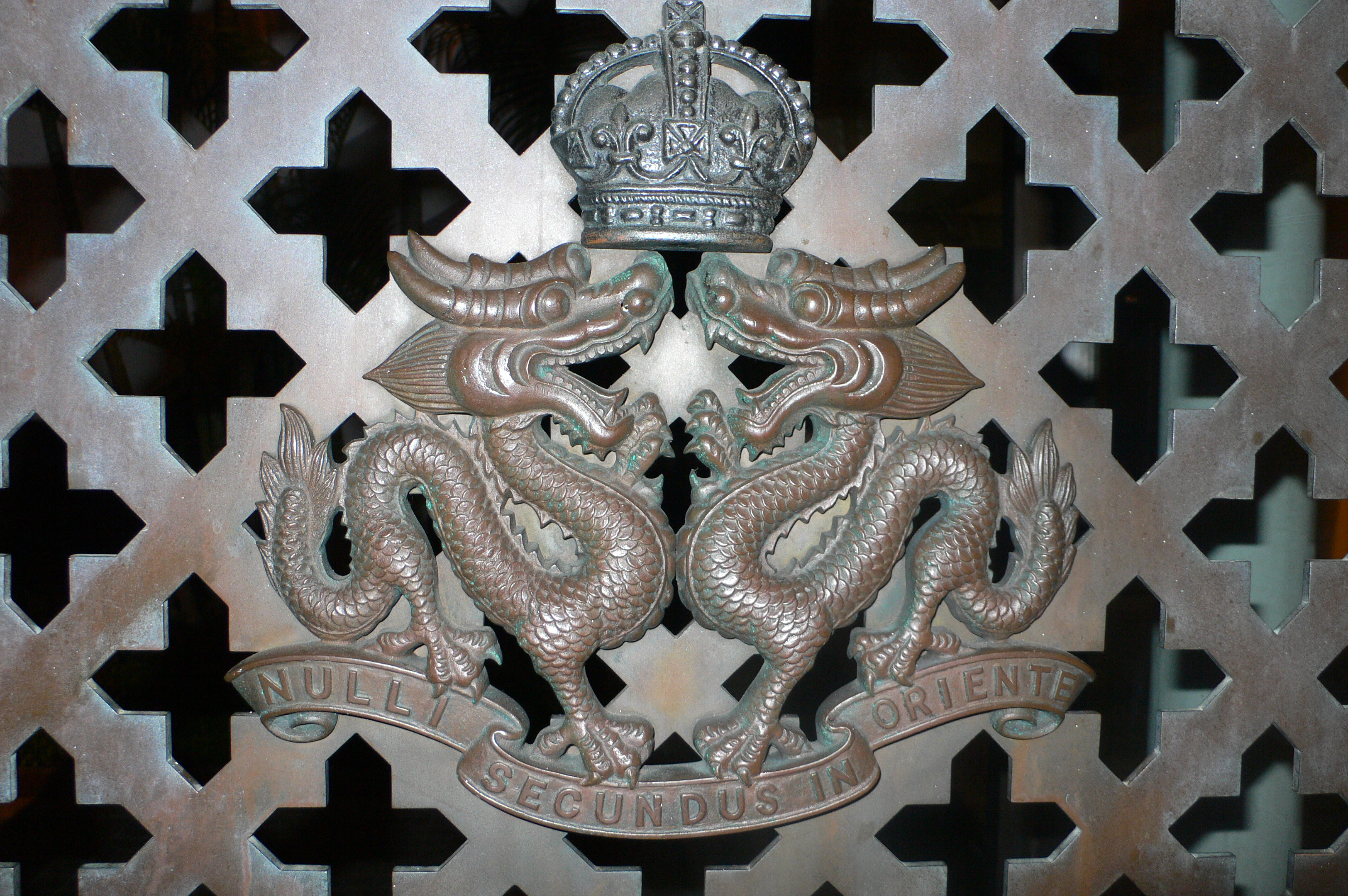
銅門上皇家香港軍團紋章上面的拉丁語意為「冠絕東方」
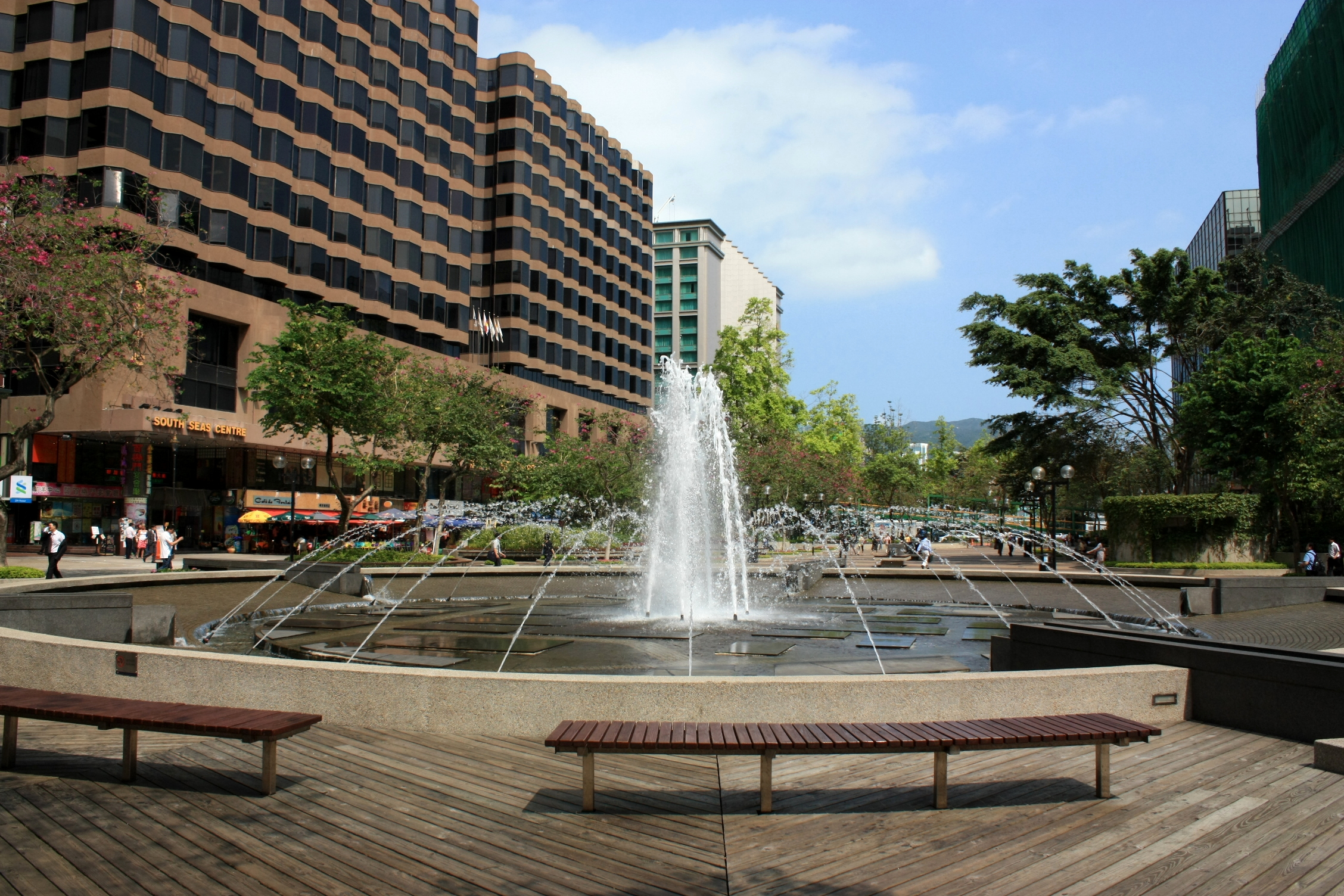
尖東的市政局百週年紀念花園
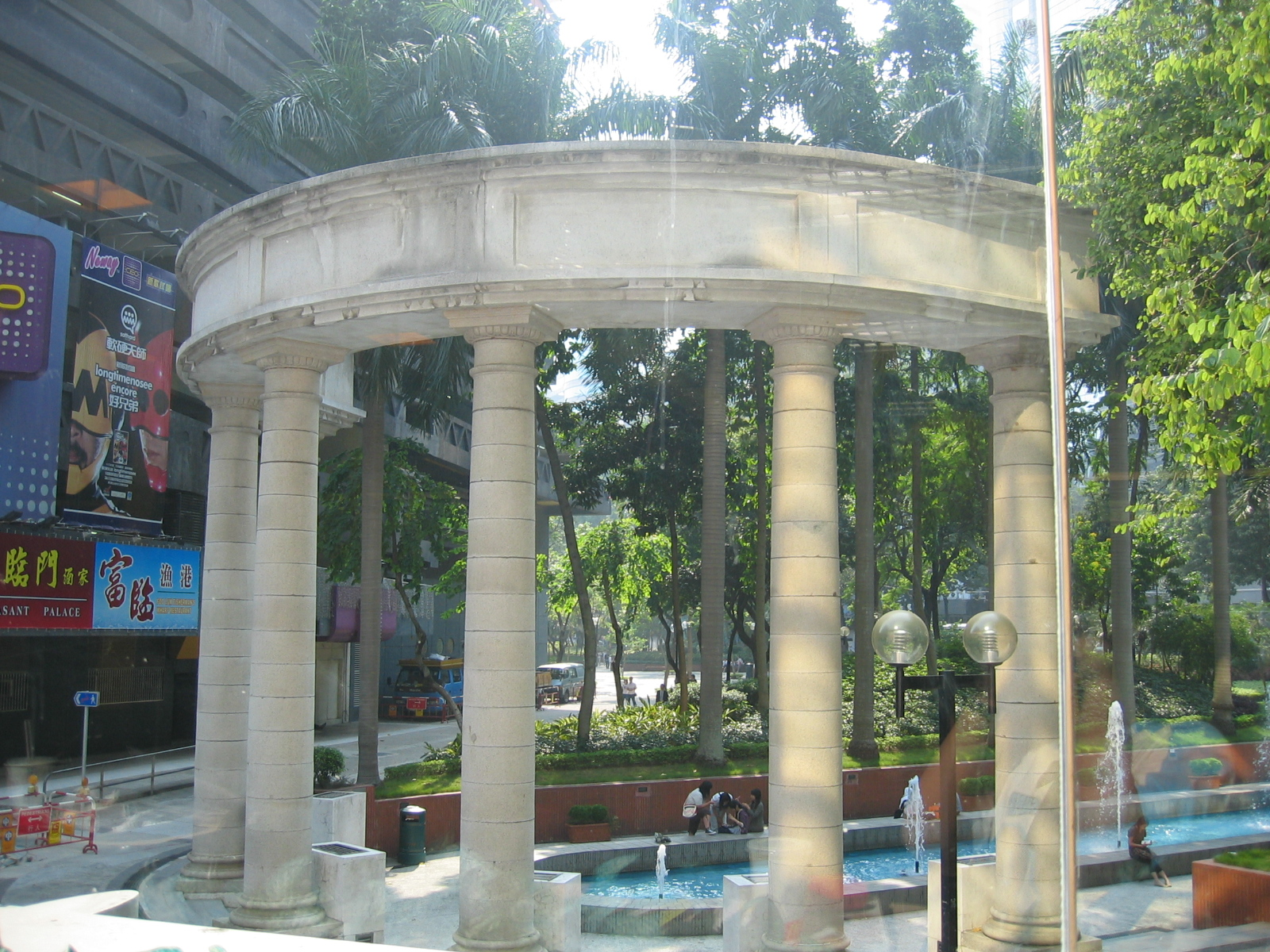
尖東的市政局百週年紀念花園安置了昔日尖沙咀火車站的其中6條希臘式石柱

### 過往由市政局管理的部分市政衛生設施
- 堅尼地城焚化爐
- 歌連臣角火葬場
- 鑽石山火葬場
- 堅尼地城屠房
- 長沙灣屠房

## 備註
1. ↑  自1954年起任命一名額外的官守議員，由徙置事務處處長出任，每年須續任一次。該官守議員席位於1965年1月經立法局通過法案後成為永久性席位。[19]
2. ↑  1994年10月1月起，油尖區議會與旺角區議會合併成油尖旺區議會。同年11月1日起，市政局區議會代表席位減少一席。
3. ↑  貝納祺因他無法根據《貪污和非法行為條例》第29條，簽署關於與選舉有關的開支在法律規定的限度內的聲明而辭職。
4. ↑  貝納祺於1957年6月12日的特別選舉中當選，重新加入市政局。

## 外部連結
- 市政局於1996年的宣傳片 （页面存档备份，存于）
- 《提供市政服務（重組）條例草案委員會》又名:(廢除兩個民選市政局草案委員會) （页面存档备份，存于）
- 《提供市政服務（重組）條例草案》又名:(廢除兩個民選市政局草案) （页面存档备份，存于）
- 《提供市政服務（重組）條例草案》立法會投票記錄在 Pdf P.175-176頁 （页面存档备份，存于）
- 新聞透視 (節錄) (廢除兩個民選市政局)Youtube,1998年6月11日 3 min:38s 開始 （页面存档备份，存于）